# 7400 Lenau
7400 Lenau (1987 QW1) là một tiểu hành tinh vành đai chính được phát hiện ngày 21 tháng 8 năm 1987 bởi E. W. Elst ở Đài thiên văn Nam Âu, đặt tên theo nhà thơ Áo Hung Nikolaus Lenau.